# Лантингсгаузен
Лантингсгаузен (швед. von Lantingshausen) — шведский дворянский род.

## Происхождение и история рода
Основателем рода считается Генрих Лантинг (1582—1643) мэр Ревеля, который приобрёл несколько усадеб в Эстонии, заложив тем самым основу семейных земельных владений. Вместе со своими двумя сыновьями давал взаймы деньги шведской короне, в 1651 году его сыновья Симон (умер в 1658/1661) и Альбрехт (умер в 1673/1674) были удостоены дворянства с фамилией фон Лантингсгаузен.
В 1746 году линия этого рода была включена в реестр эстонских рыцарей под номером 98. Внук Альбректа — Якоб Альбрект фон Лантингсгаузен был причислен к шведскому рыцарству в 1743 году и стал бароном в 1760 году. Его сын генерал-майор Фримен Альбрект фон Лантингсхаузен (1751—1820) получил титул графа в 1800 году и в следующем году был внесён в орден шведских рыцарей под № 110. Со смертью его сына в 1856 году шведская линия прервалась.
Потомки Нильса фон Хёпкена (1774—1829) — мужа Йоханны Каролины фон Лантингсгаузен (1787—1859) унаследовали фидеикомисс рода под именем фон Лантингсхаузен фон Хёпкен.

## Описание герба
Щит пересечён. В верхнем серебряном поле красный одноэтажный дом. В нижнем зелёном поле серебряная волнистая река в перевязь, через которую прыгает олень натурального цвета.
Щит увенчан дворянским шлемом с серебряным бурелетом, с красным и чёрным витками. Нашлемник — серебряная роза, между двух оленьих рогов натурального цвета. Намёт пресечённый чёрным по красному, подложен серебром.